# Big Brother (émission de télévision)
Pour les articles homonymes, voir Big Brother (homonymie).
Big Brother est une franchise d'émission de télé-réalité néerlandaise créée par John de Mol, diffusée pour la première fois aux Pays-Bas en 1999 et par la suite diffusée progressivement à échelle mondiale. L'émission rassemble un groupe de personnes (appelés « housemates » ou « HouseGuests ») qui doivent vivre ensemble dans une maison isolée de l'extérieur mais filmée continuellement par des caméras de télévision. Le nom de l'émission est inspiré du personnage de Big Brother dans le roman de George Orwell intitulé 1984. Tout au long de l'émission, les candidats sont éliminés (généralement de manière hebdomadaire) jusqu'à ce qu'un seul reste et remporte le prix final.

## Principe
Dans chaque version, qui dure environ trois mois, un groupe de personnes doit vivre ensemble dans une maison isolée de l'extérieur mais filmée continuellement par des caméras de télévision. Les candidats sont en compétition pour gagner une somme d'argent importante mais chaque semaine, certains d'entre eux sont soumis au vote du public, entraînant le départ de l'un d'entre eux de la maison pour celui ayant récolté le moins de votes. Dans certains cas, deux candidats peuvent être expulsés simultanément ou, rarement, aucun candidat ne part pour la semaine. À la fin du jeu, le dernier candidat restant est déclaré vainqueur de l'émission et reçoit des prix, comprenant souvent une somme importante d'argent, une voiture, des vacances, ou une maison.
Les candidats doivent aussi faire n'importe quels travaux domestiques. Les tâches sont conçues pour examiner leur capacité et esprit de communauté dans le travail en équipe, et dans quelques pays, le budget des achats dépend souvent du résultat de l'ensemble de toutes les tâches. Les candidats obtiennent une allocation hebdomadaire avec laquelle ils peuvent acheter de la nourriture et autres produits de base.

## Histoire

### Nom

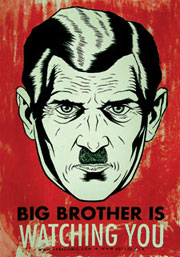
Big Brother, personnage du roman nommé 1984, de l'écrivain anglais George Orwell.

Le terme « Big Brother » provient du roman de George Orwell intitulé 1984, qui a pour thématique le contrôle de surveillance oppressant sur une population. Big Brother est le personnage principal de l'émission, il exerce un contrôle sur les habitants et interagit avec eux à travers sa voix, il est représenté par un œil dans l'ensemble des concepts. Son nom peut varier en fonction des formats (« La Voix » pour Secret Story, « Gran Hermano » pour les concepts espagnols, « Grande Fratello » pour les concepts italiens).

### Création
La première version de Big Brother a été diffusée en 1999 sur la chaîne Veronica aux Pays-Bas. Dans la première saison de la plupart des émissions de Big Brother, la maison dans laquelle les candidats ont dû vivre était très basique. Bien que des agréments essentiels tels que l'eau courante, les meubles et une portion limitée de nourriture aient été fournis, on a souvent interdit des articles de luxe. Ceci a ajouté un élément de survie à l'exposition augmentant le potentiel de tensions dans la maison. De nos jours, presque toutes les émissions fournissent une maison moderne avec jacuzzi, sauna, suite VIP, loft et autres luxes.

### Expansion internationale
Le format est rapidement devenu une franchise internationale. Presque chaque pays ou région du monde dispose de leur propre « Big Brother ». Malgré les variations du programme en raison du pays ou de la région où il se trouve, le concept principal reste le confinement d'un groupe de concurrents confinés dans une maison et où leurs actions sont enregistrées par des caméras et des micros placés dans toute la maison.
La majorité des versions internationales du programme sont similaires : le système de caméras fixe accroché au mur (un système appelé Fly on the Wall) est présent dans toutes les versions, la présence de confessionnal permettant aux candidats de s'exprimer au quotidien sur la journée vécue ainsi que l'éviction régulière de candidats par les téléspectateurs.
Dès 2001, la version américaine a opté pour faire de cette émission un jeu de stratégie où les candidats sont invités à établir des stratégies pour avancer dans le jeu. Un concept suivi par un grand nombre de formats à l'international.

## Concept

### Isolement

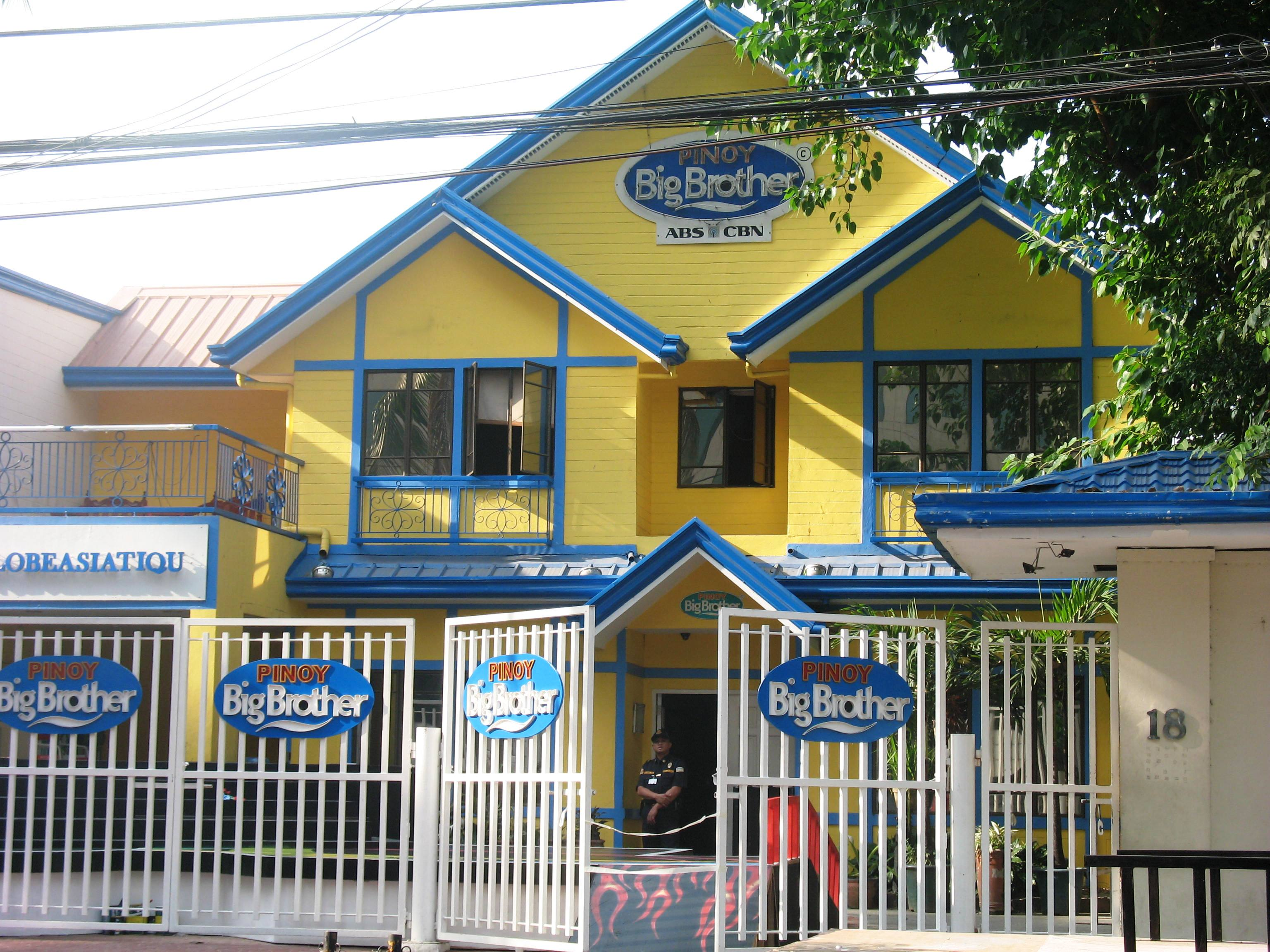
Maison accueillant les candidats de la version philippine de Big Brother

Les candidats sont, pour la plupart, isolés dans la maison. Ils n'ont droit à aucun accès à la télévision, à la radio ou à Internet et ils n'ont droit à aucune forme de communication avec le monde extérieur (autres médias compris). Dans quelques émissions, même les livres et l'écriture ne sont pas autorisés, excepté les livres religieux tels que la Bible, la Torah, ou le Coran.
Cependant, les candidats ne sont pas complètement isolés. Ils ont des interactions programmées régulières avec le présentateur de l'émission (la plupart du temps, lors des soirées où un candidat est éliminé), et chaque jour, le producteur du programme, via la voix de Big Brother, informe les candidats de divers sujets et parfois les tâches ou les commandes de faire certaines actions. Dans quelques versions de l'émission, on permet à tout moment des dialogues privés avec un psychologue, souvent à l'aide d'un téléphone, dans le confessionnal.
Les nouvelles de l'extérieur peuvent toutefois exister sous forme de récompenses attribuées pour les candidats à la suite de défis ou challenge (messages de proches, vidéos, lettres, rencontres...). Cependant, certaines informations exceptionnelles sont transmises aux candidats si elles sont considérées comme importantes. Ce fut le cas lors d'élections nationales notamment dans la version américaine, britannique et française, la mort d'une personnalité notable comme celle de Michael Jackson, David Bowie ou encore Johnny Hallyday, les attentats du 11 septembre 2001 ou bien l'apparition de la pandémie du coronavirus.

### Autres mécaniques de jeux
- L'élimination

De manière hebdomadaire, les candidats sont invités à nommer les habitants de la maison. Les candidats nommés sont soumis au vote des téléspectateurs par l'intermédiaire du téléphone, des SMS ou encore d'Internet. Le candidat ayant obtenu le moins de pourcentage de votes est éliminé de la compétition. Dès 2001, la version américaine a opté pour une variation du mode d'élimination : les candidats s'éliminent entre eux et non par l'intermédiaire des téléspectateurs. Un concept suivi par plusieurs format à l'international.
- Le confessionnal

Le confessionnal (ou "Diary Room"/"Confessional Room") est l'une des pièces fondamentales de la maison. Elle permet à chaque candidat de venir s'exprimer sur les candidats et la journée passée en toute intimité devant une caméra. C'est aussi la pièce dans laquelle les candidats désignent les habitants qu'ils souhaitent voir nommés.

## Diffusion
La diffusion des émissions est propre à chaque état. La diffusion prend majoritairement la forme d'épisodes diffusé quotidiennement et la diffusion d'un prime lors de l'élimination d'une des candidats. Les téléspectateurs peuvent également les observer en continu, 24h/24 par de multiples caméras sur internet; des chaînes spéciales diffusés sur le câble ou des plateformes de streaming.
Les émissions peuvent également être suivies sur Internet. Ces sites internet ont beaucoup de succès, mais après, plusieurs émissions ont commencé à facturer l'accès. Dans quelques pays, la diffusion Internet a été complétée par des mises à jour par l'intermédiaire de l'email, du WAP et du SMS. La maison est aussi montrée à la télévision par satellite, bien que dans quelques pays tels que le Royaume-Uni, il y a un retard de 10 à 15 minutes pour permettre d'enlever le contenu diffamatoire ou inacceptable (tels que des références aux gens qui ne participent pas au programme).

## Format
Bien que chaque pays ait fait ses propres adaptations et en change le format, la notion générale est restée la même : les candidats sont isolés dans une maison particulière où chacune de leurs actions est enregistrée par des caméras et des micros à tout moment et ils n'ont droit à aucun contact avec le monde extérieur.
D'une perspective sociologique et démographique, ce format peut être analysé pour voir comment les gens réagissent quand ils sont contraints de vivre dans un environnement clos avec des personnes qui se trouvent en dehors de leur zone de confort, puisqu'ils peuvent tenir différents avis ou idéaux, ou simplement appartenir à des groupes de personnes différents qu'ils fréquentent d'habitude. En effet, le format est idéalement adapté à une telle analyse[réf. nécessaire] puisque le téléspectateur voit comment une personne réagit à l'extérieur par l'enregistrement permanent de ses actions et aussi comment il se sent à l'intérieur grâce au Confessionnal. Les résultats peuvent souvent être des confrontations violentes, fournissant le divertissement au public.
Sans compter le fait de vivre ensemble sous une observation continue, ce qui est l'attraction principale de l'émission, le programme se fonde sur quatre points principaux : l'environnement dans lequel ils vivent, les expulsions, les tâches hebdomadaires imposées par Big Brother, et le "Confessionnal", dans lequel les candidats expriment individuellement leurs pensées, leurs sentiments, leurs frustrations et leurs nominations.
En dépit de la dérision de beaucoup d'intellectuels et d'autres critiques[Qui ?], l'émission a été un succès commercial dans le monde. Plus généralement, la nature voyeurisme de l'émission, où les candidats sont volontaires pour donner de leur intimité en échange d'une célébrité mineur et d'une somme d'argent, a attiré beaucoup de dédain. À de nombreuses occasions, les participants des nombreuses versions sont devenus sexuellement impliqués les uns avec les autres, parfois s'engageant dans des rapports devant les caméras de Big Brother. Ces séquences enregistrées ne sont typiquement pas due à la nature explicite de l'émission, comme dans les versions australiennes et américaines. D'autres versions, cependant, comme les versions allemandes et britanniques, l'annoncent. Les sites Internet diffusent également de tels moments, ce qui a mené à une certaine polémique, avec certaines juridictions telles que la Grèce essayant de retirer l'émission des ondes hertziennes.

## Variation du format

### Version régionale

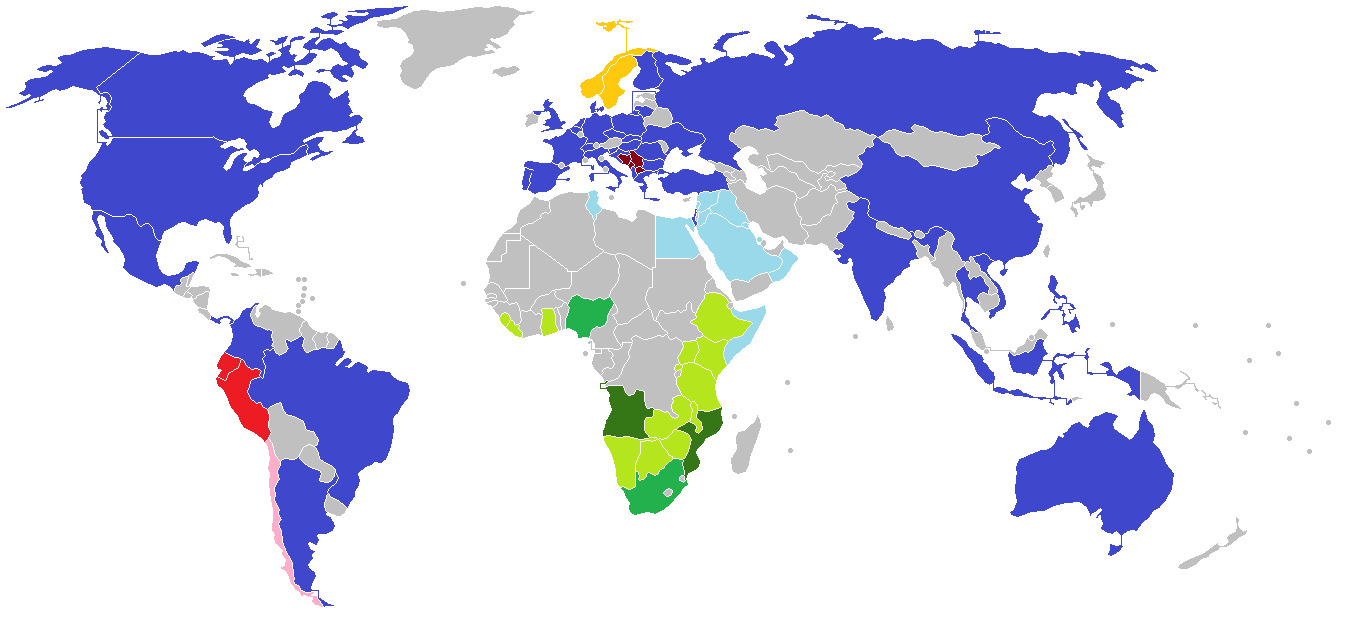
Carte montrant les pays retransmettant Big Brother dans le monde:
Ayant sa propre version de Big Brother
Ayant participé à Big Brother Africa
Ayant participé à Big Brother Angola e Moçambique et Big Brother Africa
Ayant un Big Brother; et participant à Big Brother Africa
Ayant participé à Big Brother: الرئيس
Ayant participé à Gran Hermano del Pacífico
Ayant un Big Brother; et participant à Gran Hermano del Pacífico
Ayant participé à Veliki brat
Ayant un Big Brother; et participant à Big Brother of Scandinavia

En raison des langues partagées dans différents états, il a été possible de produire des versions régionales de Big Brother. Toutes ces versions suivent les règles similaires à celle d'un Big Brother national, à l'exception que l'ensemble des candidats doivent provenir de chacun des pays où la version régionale est diffusée. À l'heure actuelle, huit éditions régionales ont vus le jour dans le paysage audiovisuel mondial : Big Brother Albania (incluant l'Albanie et le Kosovo), Big Brother Angola e Moçambique (incluant l'Angola et le Mozambique), Big Brother Africa (incluant l'Afrique du Sud, l'Angola, le Botswana, l'Ethiopie, le Ghana, le Kenya, le Liberia, le Malawi, le Mozambique, la Namibie, le Nigeria, l'Ouganda, le Rwanda, la Sierra Leone, la Tanzanie, la Zambie et le Zimbabwe), Big Brother: الرئيس (incluant l'Arabie saoudite, le Bahreïn, l'Égypte, l'Irak, la Jordanie, le Koweït, le Liban, l'Oman, la Syrie et la Tunisie), Gran Hermano del Pacífico (incluant le Chili, l'Équateur et le Pérou), Big Brother of Scandinavia (incluant la Norvège et la Suède), Secret Story Afrique (incluant le Bénin, le Burkina Faso, le Cameroun, la Côte d’Ivoire, le Gabon, la Guinée, Madagascar, le Mali, le Niger, la République démocratique du Congo, le République du Congo, le Sénégal et le Togo) et Veliki Brat (incluant la Bosnie-Herzégovine, la Croatie, la Macédoine du Nord, le Monténégro et la Serbie).
Le version britannique a introduit de nombreux candidats irlandais, de même pour l'édition française Secret Story ayant introduit de nombreux candidats belges en raison de la proximité géographique du pays et de la transmission de la chaîne française TF1 sur le territoire belge.
D'autre part, certains États ont opté pour la diffusion de différents "Big Brother" sur leur territoire en raison des différentes langues parlées dans ces États, c'est le cas de Bigg Boss, la version indienne de "Big Brother" qui a le plus grand nombre de versions dans un même pays en langue hindi, marathi, tamoul, bengali, télougou, kannada et malayalam; du Canada en langue anglaise et française ou encore des États-Unis en langue anglaise et espagnole.

### Version américaine

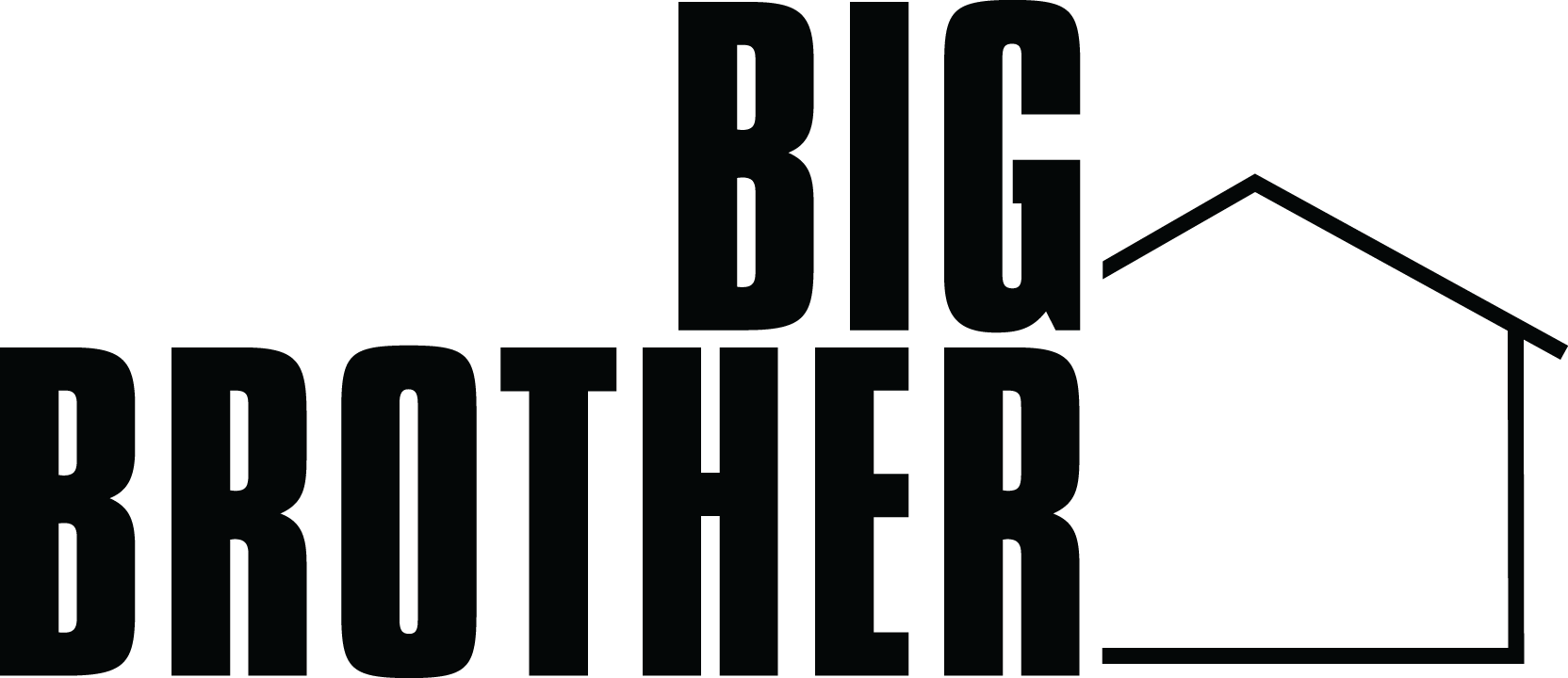
Logo utilisé par la version américaine de 2001 à 2013

En 2000, les États-Unis lancent le format dans la version originale néerlandaise c'est-à-dire l'observation d'un groupe d'individus dans une maison isolée du monde. Malgré de très fortes audiences au lancement, les audiences baissent au fur et à mesure de la saison et le concept n'arrive pas à atteindre le succès du blockbuster Survivor diffusé sur la même chaîne. Pour ces raisons, la production américaine décide de faire de ce concept un jeu de stratégie et de ne plus laisser le sort des candidats aux mains des téléspectateurs mais aux candidats eux-mêmes.
Les candidats se livrent également à plusieurs défis au sein de la compétition pour acquérir des pouvoirs ou des immunités pour la continuité du jeu. Ils décident également du sort des candidats, à chaque nomination, l'un des candidats ayant eu le plus de voix en sa défaveur par les candidats est exclu de la compétition.
Les principaux éléments du jeu sont les suivants : 
- Le chef de famille (Head of Household) - À chaque début de semaine, les candidats se livrent à différents défis pour obtenir le titre de chef de famille. Ce titre apporte plusieurs avantages aux candidats qui l'obtiennent, il a accès à différents objets de luxes tels qu'une chambre personnelle ou encore un lecteur MP3. Il a surtout le pouvoir de nomination de deux candidats de son choix. Le chef de famille ne pourra participer aux concours de chef de famille la semaine suivante, hors lors de la dernière compétition de chef de famille

- Le pouvoir de véto (Power of Veto) - Après que les nominations soient déterminées, un concours de pouvoir de véto est organisé. Le gagnant de ce concours peut faire usage de son pouvoir en imposant au chef de famille de remplacer un candidat des nominations par un autre[16]. Le pouvoir de véto immunise également de la nomination le candidat qui l'a en sa possession. Il n'y a uniquement que six candidats qui peuvent s'affronter pour obtenir ce pouvoir, le chef de famille, les deux nommés et trois autres candidats tirés au sort. Ce pouvoir fut introduit lors de la troisième saison.

- L'élimination (Eviction) - Lors de la soirée de l'élimination, tous les candidats doivent voter pour éliminer un des nommés (à l'exception des nommés et du chef de famille). Le vote se fait à vote secret, les candidats sont invités à voter à haute voix dans le confessional. Le candidat avec la majorité des voix est éliminé de la compétition. En cas d'égalité, c'est au chef de famille que revient le pouvoir de départager, il le fait en face des nommés.

Ce format fut par la suite adopté dans la version canadienne, brésilienne, australienne et lors de la dix-neuvième saison de la version britannique de Big Brother.

### Versions françaises
Le format historique de Big Brother n'a pas été adapté comme tel à la télévision française, il avait été réservé au préalable à Arthur et Stéphane Courbit par John de Mol en 1997 à l'époque vice-président et président d'Endemol France pour l'adapter en France. Alors que la franchise à un succès retentissant dans les premiers pays dans lequel il est diffusé, la télévision française refuse d'adapter le format. Si bien que Patrick Le Lay, PDG de TF1 et Nicolas de Tavernost, PDG de M6 s'engagent à travers un «pacte anti-téléréalité» à ne pas diffuser le format sur leurs antennes. Cependant, de par l'adaptation du format de Survivor sur TF1 sous le nom de Koh-Lanta, Nicolas de Tavernost décide de ne plus respecter le pacte conclu considérant que Survivor est une émission de télé-réalité. M6 se lance alors dans le projet d'adapter Big Brother sur son antenne, avec une mécanique différente. Elle lance alors en avril 2001, Loft Story, la première télé-réalité d'enfermement en France.

Logo de Loft Story

- Loft Story : le concept diffère de Big Brother car l'issue finale de l'émission est de former un couple, en effet la compétition voit alors récompenser deux gagnants et non un comme dans le concept initial de Big Brother. La mécanique reste la même, les candidats sont confinés dans un loft, chaque semaine ils sont invités à nommer deux candidats et le jeudi soir, l'un d'entre eux est éliminé par les téléspectateurs[20]. Le CSA est intervenu, il a notamment imposé que les téléspectateurs ne devaient pas voter pour le candidat qu'ils souhaitent faire partir mais pour le candidat que les téléspectateurs souhaitaient faire rester ou encore l'imposition d'une salle où les candidats seraient à l'abri des caméras[21]. Le prix final est la somme de 3 millions de francs à partager entre les deux gagnants. Bien que le programme ait suscité de vives polémiques en France, c'est un véritable succès pour la chaîne M6 qui se propulse régulièrement en tête des audiences avec des chiffres historiques jamais atteints par la chaîne pour un programme de divertissement[22].

À la suite des succès d'audiences du Loft, TF1 décide de conclure un contrat d'exclusivité avec Endemol pour produire un concept similaire avec des candidats anonymes, cela verra le jour à travers l'émission Nice People. Le format n'est pas une adaptation du concept de Big Brother. L'émission est un échec d'audiences et est annulée au bout d'une saison. Il faudra attendre juillet 2007 pour voir apparaître une nouvelle adaptation de Big Brother sur les écrans français avec l'arrivée de Secret Story.

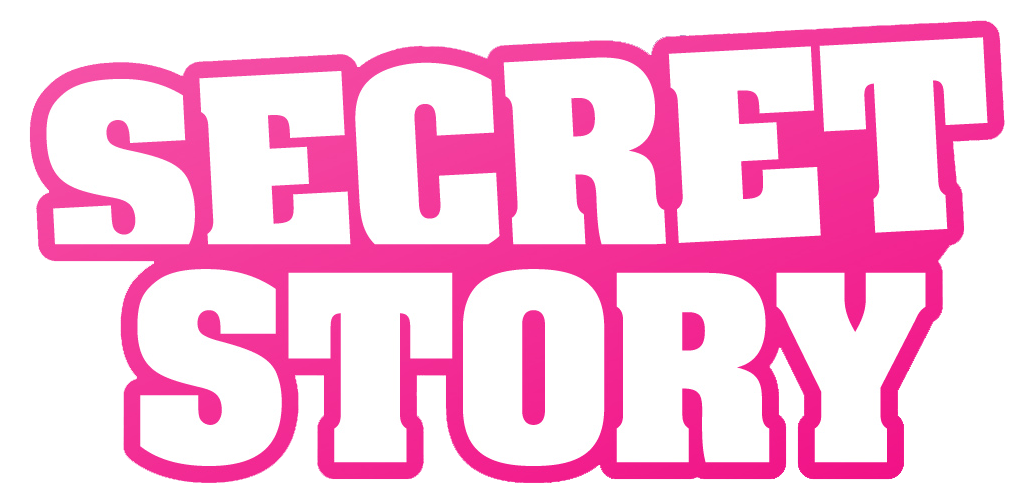
Logo de Secret Story

- Secret Story : il a été d'abord prévu que le format historique de Big Brother soit adapté à la télévision française. Le jeu emprunte finalement une mécanique assez différente de Big Brother. Des candidats sont isolés dans une maison et ont tous un secret à cacher. Ce secret peut être personnel ou partagé entre plusieurs habitants. Si l'un des candidats pense avoir découvert le secret d'un autre, il doit le buzzer au sein du confessionnal. S'il a trouvé son secret, il remporte l'intégralité de sa cagnotte, sinon il lui remet la somme de 5 000 €. La mécanique du jeu s'inspire également de la version américaine en permettant à des candidats d'obtenir des privilèges ou des désavantage pour avancer dans le jeu[25]. Toutefois, les mécaniques de bases de Big Brother reste présente, une voix s'exprimant auprès des candidats, l'isolation du monde extérieur, la nomination des candidats entre eux (bien que, à la manière de Loft Story, les nominations soient le plus souvent genrées) et l'éviction de l'un d'entre eux par les téléspectateurs. Avec 12 saisons à son actif, c'est la plus longue émission de télé-réalité d'enfermement français[26].

### Éditions spéciales de Big Brother

#### Version célébrités
Dans ces éditions, les candidats ne sont plus anonymes mais des célébrités locales ou internationales. L'émission s'intitule alors Celebrity Big Brother,  Big Brother VIP ou encore La Casa de los Famosos. Dans certains pays, la somme du grand gagnant ne revient pas à la célébrité qui remporte l'émission mais à l'association qu'elle defend lors de son aventure. Les règles du jeu de Big Brother restent les mêmes lors de l'édition célébrité.

#### Autres éditions
Le format de Big Brother a été modifié dans quelques pays, par la modification d'un concept ou la présence de candidats atypiques.
- Loft Story (France, Canada) : Des candidats sont enfermés dans une maison afin de rencontrer l'amour.
- Secret Story (Afrique francophone, France, Portugal, Pays-Bas, Espagne, Pérou, Lithuanie) : Chaque candidat a un secret à cacher aux autres habitants.
- Big Brother All-Stars (Belgique, Bulgarie, États-Unis, Royaume-Uni, Canada, Afrique, Espagne, Portugal) : Big Brother où tous les candidats viennent des saisons précédentes de l'émission.
- Big Brother: Reality All-Stars (Suède, Danemark, Espagne, Portugal) : Saison avec des candidats de plusieurs télé-réalités, Big Brother inclus.
- Hotel Big Brother (Pays-Bas) : Des célébrités sont rassemblées dans un hôtel afin de le gérer.
- Teen Big Brother (Royaume-Uni, Philippines) : Des candidats adolescents concourent dans une maison de Big Brother.
- Big Brother Panto (Royaume-Uni, 11 jours) : Des candidats de saisons précédentes ont passé du temps dans la maison de Big Brother afin de produire une pièce de Noël.
- Big Brother: Celebrity Hijack (Royaume-Uni) : Une célébrité par jour va détourner "Big Brother" en imposant ses propres règles aux habitants présents dans la maison.
- El Tiempo del Descuento (Espagne) : Les candidats entrent dans le jeu afin de résoudre un conflit avec leur proche.
- Big Brother: You Decide / Big Brother: Back in the House / Big Brother: Try Out / Before Secret (Pologne, Norvège, Serbie, France) : Des candidats sont en compétition pour intégrer la prochaine saison de Big Brother.
- Pinoy Big Brother: All In (Philippines) : Des candidats anonymes, adolescents et célèbres sont rassemblés dans une maison.
- Big Brother, Tilbake I Huset (Big Brother, Retour Dans La Maison - Norvège, 9 jours). Les candidats de BB1 Norvège vivent de nouveau ensemble. Ils accueillent aussi 4 nouveaux candidats, qui concourent pour une place dans la prochaine saison régulière. Sans nominations ou expulsions.
- Big Brother - The Village (Allemagne) : Les candidats vivent dans trois maisons distinctes (les riches, les pauvres et la classe moyenne). Ils doivent travailler au sein de ce village et perçoivent un salaire.
- Big Brother Family (Grèce/Bulgarie) : Les candidats intègrent la compétition en famille.
- Big Brother: The Housemates Strike Back (Bulgarie) : Big Brother a rassemblé les candidats de toutes les saisons de Big Brother et VIP Brother en Bulgarie et leur a donné une dernière tâche - détruire la maison de Big Brother. Les nouveaux candidats vivront dans une nouvelle.
- Big Brother Reindeer Games (Etats-Unis) : Une compétition rassemblant les candidats de précédentes saisons pendant la période de Noël.

## Versions de Big Brother
Actuellement en diffusion  (6)
 Saison à venir (20)
 Statut à déterminer (8)
 Annulé (33)

## Record de versions de Big Brother
Au 10 août 2024, l'Inde arrive en première position avec sa multitudes de versions de Bigg Boss au nombre de 62. La version britannique de Big Brother, prend la seconde place en totalisant 47 saisons complètes. Jusqu'ici, 20 saisons complètes du format régulier de Big Brother ont été diffusées, et 23 saisons complètes du format Celebrity Big Brother ont été diffusées. Il y a eu, de plus, 4 autres versions spéciales de Big Brother au Royaume-Uni : Teen Big Brother, Big Brother : The Panto, Big Brother: Celebrity Hijack et Ultimate Big Brother. L'Espagne complète le classement en arrivant en troisième position avec 33 saisons complètes, comprenant 18 saisons de Gran Hermano et 8 saisons de Gran Hermano VIP, mais également 5 éditions spéciales : Gran Hermano 12+1: La Re-vuelta, Gran Hermano Dúo, Gran Hermano: El Reencuentro, El Tiempo del Descuento et deux éditions de Secret Story.
| Classement | Édition                                        | Pays        | Nombre de saisons | Date de lancement           |
| ---------- | ---------------------------------------------- | ----------- | ----------------- | --------------------------- |
| 1          | Bigg Boss                                      | Inde        | 62                | 3 novembre 2006 - présent   |
| 2          | Big Brother                                    | Royaume-Uni | 47                | 18 juillet 2000 - présent   |
| 3          | Gran Hermano/Secret Story                      | Espagne     | 34                | 23 avril 2000 - présent     |
| 4          | Big Brother / Secret Story - Casa dos Segredos | Portugal    | 31                | 3 septembre 2000 - présent  |
| 5          | Big Brother                                    | États-Unis  | 30                | 5 juillet 2000 - présent    |
| 6          | Big Brother                                    | Allemagne   | 27                | 28 septembre 2000 - présent |
| 7          | Big Brother Brasil                             | Brésil      | 26                | 29 janvier 2002 - présent   |
| 8          | Grande Fratello                                | Italie      | 24                | 14 septembre 2000 - présent |
| 8          | Big Brother Canada / Loft Story                | Canada      | 24                | 5 octobre 2003 - présent    |
| 10         | Big Brother                                    | Bulgarie    | 22                | 18 octobre 2004 - présent   |

## Controverses

### Annulation
L'adaptation de Big Brother au Moyen-Orient a suscité énormément de critiques en 2004. Bien que le format ait fait l'objet de modifications importantes pour être respectueuses des coutumes locales (séparation des filles et des garçons dans les chambres, mise en place d'une salle de prière...), le programme a essuyé de nombreuses polémiques comme des manifestations au Bahreïn, lieu où était tourné l'émission mais également de nombreux débats sur les émissions de talks-shows. La chaîne MBC a décidé de suspendre la diffusion du programme après onze jours de diffusion.
En décembre 2007, Stevan Zečević, Zorica Lazić et Elmir Kuduzović (anciens candidats de la saison 2 de Veliki Brat) sont victimes d'un accident de la route. Les candidats encore présents de la compétition sont informés de la mort de leurs anciens colocataires hors-caméra. La chaîne serbe et la production décident de mettre fin à la saison en raison de la tragique disparition des candidats.
En 2015, alors que la saison 9 de Secret Story s'apprête à consacrer la victoire d'Emilie, la France fait face aux attentats du 13 novembre. Pour des raisons de sécurité, la production décide d'annuler la diffusion de la finale.
Les trois autres annulations sont le résultat de la pandémie du coronavirus, en effet, en 2020 alors que le monde fait face à la pandémie, la production de la saison 8 de la version canadienne et la saison 2 et 3 de la version indienne en langue malayalam a décidé de stopper les émissions en raison de la situation sanitaire critique des pays. La saison 3 de la version indienne l'a également été pour sa mauvaise gestion de la situation sanitaire au sein de la compétition.

### Justice
En avril 2000, Castaway, une société de production indépendante a engagé une action en justice à l'encontre de John de Mol et Endemol pour vol du concept de l'une de ses émissions appelés Survive !, une émission de télé-réalité où des candidats sont placés sur une île déserte livrés à eux-mêmes. Ces candidats sont entourés de caméras. Le tribunal a rejeté la poursuite intentée par Castaway contre John de Mol et Endemol. Le concept Survive ! deviendra plus tard Survivor.
En 2000, les héritiers de George Orwell ont poursuivi CBS Television et Endemol pour violation de droit d'auteur et de marque, affirmant que le programme portait atteinte à l'oeuvre de George Orwell, 1984. Après une série de décisions de justices défavorables aux accusés (CBS Television et Endemol), l'affaire a été réglée à l'amiable entre les deux parties.

### Agressions sexuelles
Plusieurs éditions ont fait face à de nombreuses polémiques résultant d'agressions sexuelles au sein du programme. Ce fut le cas lors de l'édition Big Brother South Africa, un habitant a affirmé aux autres habitants qu'il avait eu une relation sexuelle avec une candidate, cette dernière a affirmé qu'elle n'avait pas consenti à avoir des relations sexuelles avec lui. Le candidat accusé a alors été expulsé de l'émission.
Dans Big Brother Brasil, les téléspectateurs ont rapporté qu'une séquence montrait un candidat masculin aurait forcé une autre candidate à avoir une relation sexuelle alors que celle-ci était évanouie après avoir passé une soirée "arrosée".
En Australie, au cours de la sixième saison en 2006, une séquence diffusé dans le cadre du late-night "Big Brother : Adults Only" où un candidat, Michael "John" Bric a maintenu l'habitante Camilla Severi dans son lit tandis qu'un deuxième candidat giflait cette dernière avec son pénis. Les deux candidats masculins ont par la suite été expulsés de la maison.
En 2017, la saison 18 de Gran Hermano est diffusée sur les écrans espagnols. En novembre 2019, le journal numérique espagnol El Confidencial publie une vidéo où l'on peut apercevoir une candidate Carlota Prado victime d'une agression sexuelle par le candidat José María López alors qu'elle était en état d'ébriété. Le candidat a par la suite été expulsé. De nombreuses marques ont décidé de retirer leurs sponsors et leurs publicités après la révélation de cet incident. La production a été largement critiquée pour sa gestion de l'événement.

## Impact du COVID-19
Alors que la pandémie du coronavirus grandissait à échelle mondiale, la production de Big Brother a été affectée partout dans le monde si bien qu'Endemol a ordonné à l'ensemble des adaptations de briser la règle stricte qui interdit tout contact avec le monde extérieur pour prévenir les candidats de cette situation importante. À l'heure actuelle, l'ensemble des productions conditionnent l'entrée des candidats à une mise en quarantaine pour plusieurs jours et à une série de tests au COVID-19.
Une liste exhaustive des adaptations affectées par le COVID : 
- Allemagne - Saison 13 (BB 13) : L'émission a interdit aux participants rentrant après le début du jeu d'informer les candidats déjà présents sur la situation sanitaire à l'extérieur du jeu. Alors que l'OMS a annoncé que l'épidémie devenait une pandémie, les participants du jeu ont été informés de la situation le 17 mars 2020[65].

- Australie - Saison 12 (BB 12) : Lors de la diffusion de la saison 12, un membre de la production a été en contact avec une personne ayant le COVID-19, ce qui a affecté l'ensemble de la production[66]. Les candidats ont été informés de la situation[67]. Lors de cette période, les candidats ont eu le droit d'avoir accès à un téléphone[68]. La production a accéléré la durée de l'émission pour éviter un autre impact sur le show. Les nominations et expulsions étaient alors quotidiennes[69].

- Brésil - Saison 20 (BB 20) : Lors de la diffusion de la saison 20, la pandémie a touché le Brésil. La chaîne à alors décidé de suspendre les lives de l'émission, déplacé les horaires de l'émission pour laisser place aux journaux télévisés et à prévenu les candidats de ce qu'il se passait à l'extérieur[70].

- Belgique/Pays-Bas - Saison 8 (BB 8) : Avant de participer à l'émission, les candidats ont été mis sous quarantaine pendant 10 jours avant le début de l'émission et testé 4 fois avant le début du prime de lancement[71].

- Canada - Saison 8 (BB 8) : La production a décidé après la mise en place d'un confinement national de ne pas poursuivre la suite de l'émission[72]. Les candidats ont donc été informés de ce qui se déroulait à l'extérieur et sont sortis du jeu le 24 mars 2020[73].

- États-Unis - Saison 22 (BB 22) : En raison de la situation sanitaire, la production de l'émission a été retardée de 6 semaines[74]. Les primes ne recevait pas de public[75].

- Finlande - Saison 12 (BBS 12) : En raison de la pandémie, tous les candidats doivent se soumettre à deux tests négatifs au COVID-19 pour intégrer la maison. Tous les candidats ont intégré automatiquement la maison sans être présentés un par un. Le public présent lors des primes du dimanche soir a été réduit et devait porter des masques[76].

- Inde (version Malayalam) - Saison 2 & 3 (BB 2 & 3) : La production a décidé d'annuler la saison en raison de la situation sanitaire[55],[77]..

- Israël - Saison 10 & 11 (HH 10 & 11) : Lors de la saison 10, la production a décidé d'informer les candidats sur la situation sanitaire au sein du pays et transmettre des messages d'encouragements de proches[78]. Lors de la saison 11, la production a conditionné l'entrée des candidats à une quarantaine de deux semaines et à une série de tests PCR. Le public était interdit lors des primes.

- Italie - Saison 4 (GFVIP 4) : Alors que l'émission était en cours de production, il a été décidé de stopper l'intégration de guest à partir du 8 mars 2020. L'émission a été réduite à 92 jours au lieu des 111 jours prévus[79]. Le public a été interdit lors des primes.

- Nigeria - Saison 5 (BBN 5) : En raison de la pandémie du coronavirus, un casting virtuel a été mis en place[80].

- Portugal - Saison 5 (BB 5) : La production a mis en place une émission de deux semaines avant le début de Big Brother 5, BB ZOOM - A Caminho da Casa[81]. Chaque candidat était isolé dans un appartement filmé par des caméras, chacun pouvait entrer en contact avec les autres candidats par visioconférence et chacun avait des défis à relever[82]. À l'issue des deux semaines, les candidats négatifs pouvaient entrer dans la maison[83].

- Suède - Saison 8 (BBS 8) : Alors que le jeu permet à de nouveaux candidats d'entrer dans la compétition en cours de diffusion, à la suite du coronavirus, plus aucun candidat n'était autorisé à le faire[84].

## Concepts inspirés de Big Brother
À la suite du succès de Big Brother dans le monde, de nouveaux concepts ont émergé partout sur le globe en employant des règles semblables au concept de Big Brother comme l'isolement des candidats ou encore l'élimination des candidats semaine après semaine.

## Dans la fiction

### Cinéma
En 2012, le film italien Reality de Matteo Garrone évoque la volonté du personnage principal incarné par Aniello Arena d'intégrer Grande Fratello. Il remportera le Grand prix du Festival de Cannes en 2012.

### Télévision
Le concept a été la source d'inspiration d'une série anglaise, Dead Set. Produit par Endemol en 2008, la série raconte la survie des habitants et de la production de Big Brother à l'intérieur de la maison alors qu'une attaque de zombies menace le Royaume-Uni.
En 2005, dans l'épisode 12 de la saison 1 de Doctor Who , le Neuvième Docteur (Christopher Eccleston) se retrouve sur un plateau de Big Brother.
En 2020, Netflix diffuse l'adaptation brésilienne de Dead Set intitulée Reality Z où des candidats sont enfermés dans la maison de la télé-réalité Olympus alors qu'une attaque de zombies menace le Brésil.